# リンダウ・ノーベル賞受賞者会議

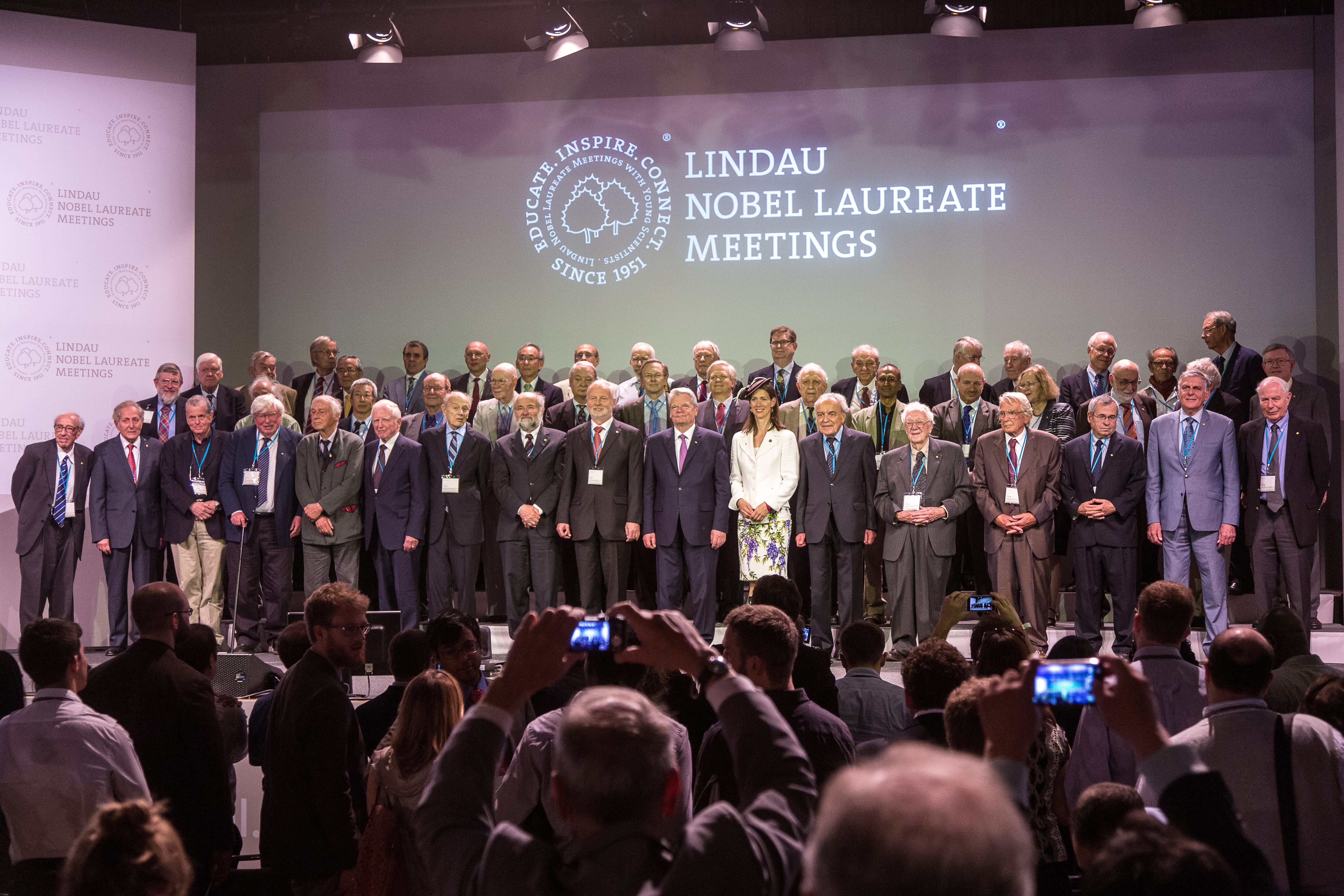
第65回リンダウ・ノーベル賞受賞者会議(2015年)

リンダウ・ノーベル賞受賞者会議（リンダウ・ノーベルしょうじゅしょうしゃかいぎ、英: Lindau Nobel Laureate Meetings）は、ドイツのバイエルン州リンダウで毎年開催される、若手研究者のための交流会議。
ノーベル賞受賞者が毎回30名程度招待され、1週間程度の日程で受賞者の講演や、参加者とのディスカッションが行われる。物理学、化学、生理学・医学から毎年1つの分野を対象とする会議が行われ、また2〜3年毎に経済学分野が追加的に開催される。初回は1951年。